# ميغان كونينغهام
ميغان كونينغهام (بالإنجليزية: Megan Cunningham)‏ هي لاعبة كرة قدم بريطانية، ولدت في 14 يوليو 1995. لعبت مع نادي غلاسكو سيتي.

## وصلات خارجية
- ميغان كونينغهام على موقع الاتحاد الأوربي (الإنجليزية)
- ميغان كونينغهام على موقع قاعدة بيانات كرة القدم.إي يو (الإنجليزية)